# Balch (provincie)
Provincie Balch (persky ولایت بلخ‎, paštunsky د بلخ ولایت‎) je jedna ze severních afghánských provincií. Provincie se nachází nedaleko tádžických a uzbeckých hranic. Na východě sousedí s provincií Kundúz, na jihovýchodě s provincií Samangán, na západě s provincií Sar-e Pol a jihozápadě s provincií Džúzdžán. Hlavním městem je Mazár-e Šaríf. Provincie je rozdělena na 15 krajů.

## Guvernéři
- Atta Muhammad Núr (2004–2018)
- Mohammad Farhad Azimi (od 2020)